# Cellier d'Atenica
Le cellier d'Atenica (en serbe cyrillique : Виноградарски подрум у Атеници ; en serbe latin : Vinogradarski podrum u Atenici) est un cellier situé sur le territoire du village d'Atenica, près de Čačak, en Serbie. Il est inscrit sur la liste des monuments culturels d'importance exceptionnelle de la république de Serbie (identifiant no SK 675),,,.

## Présentation
Le cellier d'Atenica est situé dans un vignoble situé au-dessus du village, sur une pente du mont Jelica. Il a été construit en 1866, ainsi qu'en témoigne une date sculptée au-dessus de la porte de la cave. Enterrée dans la pente du terrain, la cave se compose de deux pièces communicantes et, à l'extérieur, dotées de deux entrées séparées situées sur deux niveaux. La partie inférieure est construite en moellons et sert pour la fabrication et le stockage du vin. La partie supérieure, sur ses quatre côtés, est constituée de grandes poutres en bois qui, en raison de leur dimension, dépassent la longueur des murs ; elle servait notamment à abriter les outils nécessaires au travail de la vigne. Le bois qui couvrait le toit a, par la suite, été remplacé par des tuiles.
Le cellier a été restauré en 1986.